# 湯本三郎右衛門
湯本 三郎右衛門（ゆもと さぶろううえもん）は戦国時代の武将。草津温泉の領主。はじめ甲斐武田氏に仕え、その後は真田氏に仕えた。

## 生涯

### 出自
湯本氏は上野国吾妻郡三原荘の地頭であった海野幸氏の後裔を称し、白砂川流域の草津谷を支配していた。戦国期には同郡の有力国衆である吾妻斎藤氏に当初従っていたが、永禄7年（1564年）に三郎右衛門の伯父にあたる湯本善太夫幸政が吾妻斎藤氏から離反し武田氏に従うようになった。この時三郎右衛門の父も同様に離反したもののすぐ死去したらしく、2月15日にその功賞として武田氏より三郎右衛門に草津湯・沼尾（現・草津町）25貫文を宛がわれている。

### 事績
天正3年（1575年）5月の長篠の戦いで伯父・善太夫が重傷を負いそのまま死去すると、三郎右衛門が湯本氏の家督を継いだ。
同10年（1582年）3月に武田氏が滅亡すると14日には真田昌幸に従い、信濃国小県郡海野領にて小草野隆吉旧領を与えられている。その後6月に本能寺の変が発生すると、吾妻郡確保を狙った昌幸の命により21日に岩櫃城の守備を命じられ、同時に西中之条を宛がわれた。さらに10月には羽根尾城（現・長野原町）の在城を命じられており、鎌原氏の所領であった西窪（現・嬬恋村）を与える旨と羽根尾城の普請の命を伝えられている。
このように真田昌幸の吾妻郡確保に尽力する一方で、同年9月に上杉景勝の元に居た羽尾源六郎の羽尾領への復帰に向けて、大戸民部右衛門尉（大戸真楽斎の甥）と相談している。羽尾源六郎は同12年（1584年）3月に、上杉方の須田信正・市川信房の協力を得て丸岩城を奪還し、旧領への復帰を果たしている。更に4月には上杉景勝より三郎右衛門の所領安堵の朱印状が出され、上杉方に離反した形跡がある。これが事実であれば、羽尾源六郎の蜂起と三郎右衛門の謀反により丸岩・羽根尾城が上杉方となり、上杉氏の勢力により真田方の岩櫃城と上田城が分断されたことになる。
しかしその後羽尾源六郎の動向は史料から見られなくなり、三郎右衛門も真田氏に従っていることが確認できる。翌年7月に真田昌幸は上杉氏に従属した際に吾妻郡を安堵されていることから、それまでに真田方に帰参したと考えられる。
同18年（1590年）の小田原征伐後には吾妻・沼田領を領有した真田信之に仕えるようになり。吾妻・沼田領の検地により三郎右衛門の知行は草津100貫文を含む282貫文とされ、さらに同心31人分の知行も176貫文余とされた。
慶長5年（1600年）の関ヶ原の戦い後は真田信之に仕え、翌年7月には信之より草津の湯銭の上納を今後免除するよう伝えられ、事実上湯銭は三郎右衛門の取分となった。
史料上の終見は慶長8年（1603年）3月であり、元和8年（1622年）に嫡男・源左衛門幸重の活動が確認されるまでに死去したとみられる。